# Одорология
Одорология — наука о запахах.

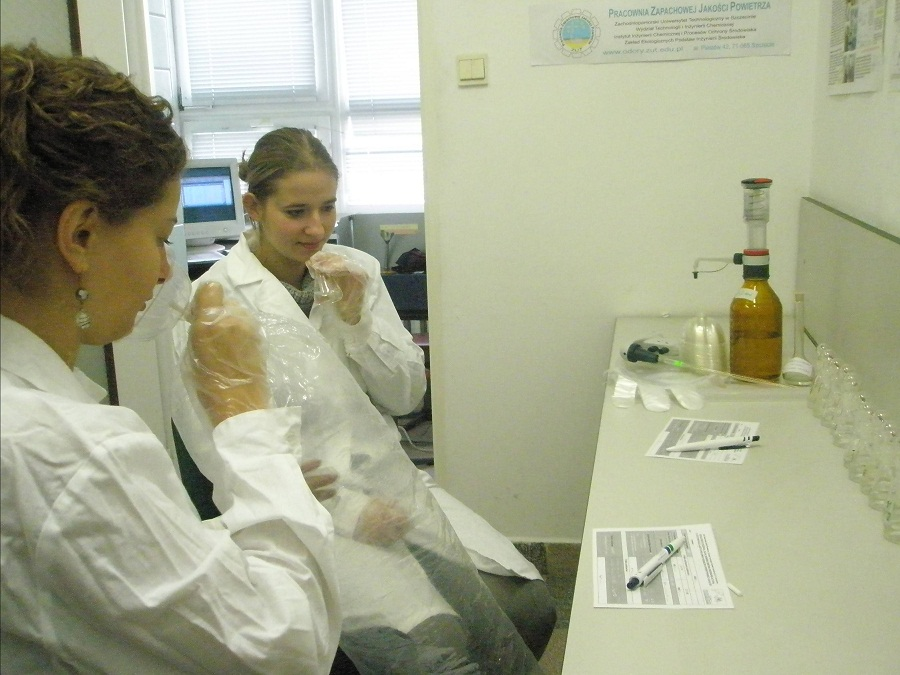
Органолептическая одорологическая экспертиза

Различают несколько направлений одорологии: медицинская, криминалистическая, психологическая.

## Криминалистическая одорология
Криминалистическая одорология представляет собой систему знаний о запахах и запахоносителях и научно обоснованных приёмов, технических
средств, рекомендаций по обнаружению, анализу, изъятию и хранению запаховых следов с целью последующего их использования в уголовном судопроизводстве.

### Виды криминалистической одорологии
В зависимости от способов изъятия, анализа и регистрации запахов криминалистическую одорологию разделяют на кинологическую и инструментальную — ольфактронику (от лат. olfactus — запах). В кинологической одорологии в качестве анализатора пахучих веществ используется орган обоняния специально подготовленной служебной собаки. В инструментальной одорологии в качестве анализатора применяются физико-химические приборы, способные выделять спектр пахучих веществ, регистрировать его в виде ольфактрограммы и детектировать с высокой чувствительностью отдельные компоненты выделений человека.
Одной из основных задач ольфактроники является разработка методов и создание аппаратуры, способной регистрировать спектр летучих веществ, определяющих запах, и документально записывать его в виде, поддающемся последующей математической обработке, а также с высокой чувствительностью регистрировать отдельные компоненты запаховых выделений

## Введение
Свойства запаха, механизм его образования и восприятия
издавна интересовали учёных. Общеизвестно, что обоняние животных, насекомых, рыб весьма совершенно и значительно превосходит по тонкости восприятия ныне существующие приборы. Поэтому животных нередко используют для обнаружения и распознания запахов, например, разведки залежей полезных ископаемых, обнаружения неисправностей в газопроводах по следам утечки газа, отыскания предметов, являющихся источниками запаха, и т. п.
Раскрытие тайн живых анализаторов позволяет по их подобию конструировать искусственные детекторы запаха на основе методов анализа (масс-спектрометрии, газовой и бумажной хроматографии, хроматомасс-спектрометрии, инфракрасной спектрометрии и других) и создавать приборы, позволяющие производить тончайшие аналитические исследования газообразных тел.

### Детекторы запаха
Российскими учёными создан прибор «Трупоискатель» для отыскания трупов по газообразным продуктам их разложения. Используется в практике ГИБДД газовый анализатор, позволяющий определить количество алкоголя в выдыхаемом человеком воздухе. В настоящее время разрабатывается стационарная лабораторная установка для подготовки ольфактроактивной пробы и хроматографического анализа с использованием аэрозольно-криогенного метода концентрирования летучих метаболитов с целью идентификации запаха человека. Этот метод основан на сочетании процессов низкотемпературной концентрации и аэрозольной фильтрации анализируемой пробы.
Создание искусственных детекторов запаха способствовало тому, что в 60-х годах в криминалистике возникло направление, позволяющее использовать запах для розыска преступников по их следам, установления групповой принадлежности либо источника происхождения твёрдых, жидких и сыпучих тел, обладающих свойством запаха, а также отыскания предметов — вещественных доказательств.

### Одорологические следы
Значение одорологических следов в оперативно-розыскной деятельности трудно переоценить. Запах человека, по мнению специалистов, является его химической «подписью», он глубоко индивидуален. Индивидуальный человеческий запах легко проникает в одежду, обувь и долго удерживается (практика свидетельствует, что запах, взятый с места происшествия, сохраняется в течение нескольких лет). Использование информации, содержащейся в запахах, в ряде случаев позволяет успешно раскрывать сложные преступления, совершаемые, как правило, без свидетелей.

### Цель одорологического исследования
Исследование свежих или законсервированных запаховых следов позволяет осуществить установление:
- участников преступления;
- индивидуального запаха одного и того же лица в запаховых следах, изъятых с разных мест преступления;
- принадлежность человеку предметов, обнаруженных на месте происшествия и в других местах;
- принадлежность предметов (изъятых у преступника или иных лиц) потерпевшему;
- происхождение запаха от конкретных лиц при комплексном исследовании вещественных доказательств (например, при исследовании пота, крови, волос, предметов одежды, обуви индивидуального пользования).

## Природа запаха
Термин «запах» имеет два значения.
Во-первых, этим термином определяют свойство материальных объектов — физических тел животного, растительного и минерального происхождения, заключающееся в непрерывном отделении (испарении) во внешнюю среду частиц — молекул данного объекта, которые вместе с воздухом попадают в обонятельный орган и воздействуют на него. По характеру этого свойства устанавливают скорость испарения и классифицируют вещества на летучие и обычные.
Во-вторых, термином «запах» определяют субъективное восприятие (отображение), возникающее у человека вследствие взаимодействия частиц пахучего вещества с обонятельными рецепторами.
В контексте данной статьи термин «запах» употребляется в его первом значении.
Чтобы объект обладал запахом как свойством, он должен находиться в состоянии взаимодействия с обонятельным анализатором приёмника.
Взаимодействие имеет материальную природу и всегда предполагает наличие отображаемого и отображающего объектов, которые в следоведении принято называть следообразующими и следовоспринимающими. Следовательно, любой материальный предмет может быть обнаружен и идентифицирован по запаху при наличии соответствующего прибора-анализатора.
Восприятие запаха зависит не только от физических свойств объектов-источников запаха; оно обусловлено индивидуальными особенностями биологического анализатора либо конструктивными особенностями смоделированного технического устройства, а также пороговой концентрацией пахучего вещества.
Пороговая концентрация — это такое количество пахучего вещества в среде, ниже которого запах не ощущается. Она обычно определяется числом молекул в 1 см3 воздуха. Сравнивая количественные значения пороговых концентраций для рыб, насекомых, животных и человека, можно видеть, насколько их обоняние отличается по тонкости восприятия. Например, обоняние собаки превосходит обоняние человека примерно в 800 000 раз. Если же животное, в частности немецкая овчарка, подвергается специальной тренировке, то её реакция значительно повышается. Подготовленные собаки работают более уверенно, а полученные при этом результаты более надёжны, что очень важно для практики.

### Запаховые следы и их свойства
Запаховые следы — это газообразные образования, отличающиеся от традиционных материальных следов своей динамичностью. Запаховый след образуется в том случае, если вещество непрерывно из твёрдого либо жидкого состояния переходит в газообразное. Предмет является источником запаха до тех пор, пока с поверхности его отделяются в окружающую среду молекулы вещества.
Например, топор, который держал в руке преступник, является источником запаховых следов до тех пор, пока не прекратится процесс испарения потожирового вещества, имеющегося на его рукоятке.
Запаховый след можно определить как газообразное образование, содержащее качественную информацию о материальном объекте. Такое определение не является исчерпывающим, но оно верно отражает сущность понятия. По Белкину запаховый след — это информация, переносимая при испарении от запахообразующих поверхностей на объекты внешней обстановки.
Запаховые следы — это новый вид следов в криминалистике, они значительно отличаются от традиционных свойствами, приёмами и техническими средствами работы при использовании их в расследовании преступлений.
Запаховые следы до недавнего времени не относили к предмету судебного следоведения, так как не было методики их собирания, сохранения и исследования. В настоящее время есть основания говорить о запаховых следах в следоведческом аспекте, поскольку существуют средства и приёмы собирания и сохранения таких следов в целях получения доказательственной информации.
По механизму образования запаховые следы отличаются от следов-предметов и следов-отображений специфическим агрегатным состоянием вещества-следоносителя. Отсюда запаховые следы обладают характерными свойствами, которые детерминируют способы и средства и обнаружения, фиксации и исследования.
Запаховые следы в криминалистическом аспекте характеризуются следующими свойствами:
- непрерывность механизма следообразования — то есть при наличии источника и соответствующих внешних условий запаховый след образуется непрерывно до тех пор, пока существует источник, в отличие от трасологических следов, возникновение которых происходит в основном одномоментно. Отсюда возможность обнаружения следов зависит от количества пахучего вещества в источнике и внешних условий, в которых происходит следообразование;
- подвижность структуры — внутреннее состояние вещества следа, отсутствие связи между его молекулами, их постоянное хаотическое движение и перемешивание между собой и частицами среды. Отсюда интенсивность запаха усиливается вблизи источника и забор его надо производить в непосредственной близости от поверхности источника запаха. В ограниченном объёме (стеклянной ёмкости) запаховый след будет представлять однородную смесь в любой части ёмкости;
- рассеиваемость — свойство запахового следа рассредоточиваться в ёмкости либо пространстве, то есть уменьшать либо увеличивать свой объём и, таким образом, изменять концентрацию запахового вещества в единице объёма. Направление и скорость движения запахового следа зависят от перемещения воздуха. Отсюда последовательное увеличение концентрации запахового вещества в единице объёма свидетельствует, что приёмник движется в направлении нахождения источника запаха;
- делимость — возможность делить запаховый след на части, причём каждая из частей сохраняет качественные характеристики целого. Это позволяет получать из одного источника одновременно либо с разрывом во времени несколько запаховых следов, информационная значимость которых будет одинаковой. Отсюда, если невозможно непосредственно изъять источник запаха, то следует отбирать несколько порций запахового следа для обеспечения повторных исследований. Если имеется законсервированный в ёмкости запаховый след, то его можно разделить на однородные порции.

Законсервированный запаховый след (помещённый в полиэтиленовую флягу, стеклянную банку) становится относительно неизменяемым и длительное время пригоден для исследований. При необходимости пахучие вещества человека могут быть транспортированы. Запахи, своевременно взятые и законсервированные, можно высылать по почте в обычной упаковке для производства выборок вещей и предметов подозреваемого. Пересылать лучше всего предметы одежды (рубашки, платки, обувь и т. п.), так как на них содержится достаточная концентрация пахучих веществ, кроме того, эти объекты наиболее транспортабельны.

### Детекторы запаховой информации и использование их результатов
Детекторы запаховой информации принято делить на биологические и технические. Биодетекторами у живых существ являются органы обоняния, устройство которых сложно и определяется уровнем развития организма.
Принцип работы технических приборов, используемых для исследования запаховой информации (газовых анализаторов либо газовых хроматографов), основан на изменении химических, электрических, радиоактивных либо иных параметров приёмника прибора при контакте его с частицами пахучего вещества. Технические детекторы запахов пока ещё отличаются от биологических малой избирательностью. Они могут иметь высокую чувствительность, порой превышающую обоняние живых организмов, но реагируют на какое-то одно или несколько веществ.
Биологический (естественный) детектор отличается, с одной стороны, интегративностью восприятия, то есть отображением комплекса основных запахов как запаха нового вещества, а с другой — свойством селективности, способности из смеси запахов выбирать необходимый.
Несмотря на значительные преимущества биологических анализаторов, полученная с их помощью информация не поддаётся объективной количественной характеристике, оценка её субъективна. Остаётся загадкой и механизм восприятия запахов биологическими приёмниками, в частности органами обоняния собаки. В этой связи нельзя не согласиться со мнением тех учёных, которые считают, что информация, полученная в результате использования служебно-розыскной собаки при работе её с запаховыми следами, не может являться процессуальным доказательством. Её допустимо использовать на предварительном следствии лишь в организационных и оперативных целях. При всех оговорках информация, полученная при использовании живых биодетекторов, не может быть однозначно оценена. Отсюда и вытекают все последствия, ограничивающие применение в доказывании информации, полученной при использовании служебно-розыскной собаки.
Решение этой задачи техническим путём создаст реальную основу в будущем поставить запаховые следы в один ряд с вещественными доказательствами. Для целей криминалистики создание приборов, позволяющих количественно измерять запахи, открывает новую страницу получения объективной информации о событии преступления путём исследования запаховых следов. Для получения информации от ряда источников, в частности запаховых, требуется сложная аппаратура, разработка которой создаст возможность идентификации по запаху инструментальным методом.
Однако пока осуществляется решение технической и процессуальной проблем использования запаховых следов в качестве источников доказательств для обнаружения и анализа одорологической информации, наряду с несложными техническими устройствами, используются живые биодетекторы, в частности обоняние собаки. Кроме собак в криминалистической одорологии возможно использование и других животных (например, полиция Каракаса (Венесуэла) рассчитывает применять в выявлении контрабанды наркотиков молодых львов, обоняние которых значительно острее, чем у собак-ищеек). Поэтому вопросы методики работы с запаховыми следами имеют практическое значение для работников розыска, следствия и нуждаются в рассмотрении.

### Виды запаховых следов
В раскрытии и расследовании преступлений используют материальные запаховые следы, несущие одорологическую информацию.
Запаховые следы условно делят на три группы:
- свежие («горячие») — которые обнаруживаются в течение одного часа с момента их оставления;
- нормальные — обнаруживаются в период от одного часа до трёх часов;
- «холодные» — обнаруживаются спустя три часа после оставления запаха.

По механизму образования запаховые следы условно можно разделить на следы-источники запаха и следы-запахи.
В криминалистическом плане многие следы-источники запаха одновременно представляют собой трасологические следы. Так, след обуви человека либо невидимые следы рук на орудии преступления несут одновременно трасологическую и одорологическую информацию, что необходимо учитывать при работе со следами. Например, если со следа обуви изготовить гипсовый слепок, то он утратит значение одорологической информации. Если орудие, которое держал преступник, поместить в герметический сосуд как запаховый след, то его не смогут использовать эксперт-трасолог либо судебный медик на установление, например, групповой принадлежности крови.
След-источник запаха представляет собой комплексное образование, включающее непосредственно предмет, с поверхности которого происходит отделение молекул вещества, и газовое облако, находящееся вблизи предмета. Следами-источниками запаха являются люди, животные, насекомые, растения, предметы и тела органического и неорганического происхождения.
Нередко такие предметы не связаны с событием преступления, но, являясь частью обстановки места происшествия, они могут способствовать получению доказательственной информации одорологическими приёмами.
Наиболее часто в расследовании и раскрытии преступлений используются запаховые следы человека. Запах исходит от любого человека. Он индивидуален. Эта индивидуальность определяется специфическими особенностями кожных, потовых, сальных и эндокринных желёз. Многие десятки химических соединений, выделяемых человеком, являются продуктами его жизнедеятельности.
Эти соединения (летучие метаболиты) образуются в организме в процессе обмена веществ и выделяются в окружающую среду с выдыхаемым воздухом, мочой, секретами потовых и сальных желёз. Некоторые из них несут информацию о половой принадлежности, физиологическом, функциональном и эмоциональном состоянии человека. Помимо постоянных признаков индивидуума эти соединения могут отражать и временные (случайные) признаки (место недавнего пребывания, съеденную пищу и т. д.). Они пропитывают одежду и обувь, попадают на предметы и орудия труда, особенно те из них, которые находились в руках человека или соприкасались с открытыми частями его тела. На таких предметах остаётся потожировое вещество, которое, испаряясь, образует одорологический след.
Следы-источники запаха человека можно классифицировать по группам на основе причинной связи предмета-источника запаха с человеком:
- отделившиеся от тела человека твёрдые и жидкие частицы: кусочки ткани, волосы, кровь, потожировое вещество, сперма, слюна и другие выделения, связанные с физиологической деятельностью (сохраняют индивидуальный запах человека десятки лет);
- предметы, находящиеся в постоянном контакте с телом человека: одежда, обувь, личные вещи — очки, кошелёк, ключи от рабочего сейфа, шкафа, стола, спички, зажигалка, авторучка, портфель, дамская сумочка; предметы туалета — расчёска, носовой платок, приколки, вплетаемые в косы ленточки, помада; сопутствующие объекты — трость, зонт (удерживают индивидуальный запах от нескольких дней до нескольких месяцев);
- объекты временного контакта с телом человека (находившиеся в контакте с телом человека не менее 30 минут): орудия совершения преступления, предметы труда и инструменты, вещи материальной обстановки и почва, которых касался человек непосредственно или опосредствованно (индивидуальный запах сохраняется не более двух суток).

На вещах и предметах, зарытых в землю и снег, запаховые следы сохраняются до нескольких месяцев. Запаховые следы хорошо сохраняются на холоде, в тени, в закрытых помещениях, на пористых, шероховатых поверхностях; хуже — на ветру, на нагретых и гладких предметах.
К запахам, оставленным человеком, всегда примешиваются так называемые фоновые запахи — запахи повреждённого почвенного покрова, раздавленных мелких насекомых, растений и т. п. Исследовалось и влияние на формирование запаха человека медикаментозных средств, принимавшихся длительное время лицами, страдающими различными заболеваниями. Ни в одном случае не было отмечено каких-либо отклонений в сигнальной реакции собаки-дифференциатора на запах одного и того же человека. Многочисленные эксперименты доказывают, что фоновые запахи, а также запахи разных лиц не смешиваются и не образуют в результате этого новый запах.
Следы-запахи представляют собой одноразовое образование. Это газообразная смесь воздуха с молекулами пахучего вещества, заключённая в какую-либо ёмкость. Такие следы несут качественную информацию об источнике и в этом отношении сходны в следоведении со следами-веществами, но отличаются от них отсутствием в месте обнаружения запахового следа его источника. В данном случае воздух является тем физическим телом, которое выступает в качестве следоносителя, в нём растворяется пахучее вещество, которое сохраняется при условиях нахождения в изолированной ёмкости.
Источниками образования следов-запахов являются люди, животные, летучие жидкости и пахучие твёрдые тела, которые определённое время находились в закрытом помещении либо какой-то герметической ёмкости.
Следы-запахи весьма неустойчивы, они непрерывно рассеиваются в пространстве и практически исчезают. Поэтому для их сохранения надо стремиться создать условия, исключающие либо замедляющие рассеивание молекул вещества, например, помещение, где находился преступник, нельзя проветривать, а обнаруженный след-запах на открытой местности надо немедленно заключить в ёмкость, то есть законсервировать.
Следы-запахи существенно отличаются от следов-источников запаха по физическим и криминалистическим особенностям. Работа с ними на месте происшествия требует особой методики, и прежде всего оперативности консервации их при обнаружении.
Кроме запахов человека в борьбе с преступностью используются разного рода химические метки. В качестве препаратов используются пахучие и стойкие химические вещества. Химические метки могут применяться для установления маршрута движения преступников, обнаружения похищенных ценностей, документов и т. п. Для проработки пахучих меток используются специально подготовленные собаки.

### Работа с запаховыми следами на месте происшествия
Работа с одорологическими следами на месте происшествия включает обнаружение, фиксацию и непосредственное использование их для организации розыска людей и вещей по горячим следам. Одорологические следы могут использоваться и в ходе дальнейшего предварительного следствия для получения доказательственной информации. Для правильного определения возможных мест присутствия запаховых следов и объектов-запахоносителей необходимо моделировать поведение преступников на месте происшествия, обращая внимание на места длительного их пребывания.

### Работа со следами-источниками запаха
Обнаружение твёрдых частиц, капель жидкости, непосредственно отделившихся от тела человека в связи с его физиологической и практической деятельностью, — дело трудное, требующее от производящего осмотр прежде всего анализа механизма события происшествия и построения версии о вероятном поведении преступника. При обнаружении их необходимо описать в протоколе, сфотографировать место обнаружения либо сам объект, если это возможно, а затем пинцетом поместить в стеклянную пробирку с притёртой пробкой.
Ёмкость можно закупорить корковой либо полиэтиленовой пробкой, что позволит в будущем без разгерметизации ёмкости шприцем брать через пробку воздух с молекулами запаха. Одорологическое исследование, естественно, должно предшествовать любому другому методу.
Обнаружение на месте происшествия одежды, обуви, постоянно носимых личных вещей, предметов туалета и сопутствующих объектов не представляет труда, поскольку это предметы и вещи, доступные для невооружённого наблюдения. Нередко именно они являются первыми источниками сведений о личности преступника. Поэтому работа с ними требует особой осторожности, с тем, чтобы сохранить их как источники одорологической информации. Всякое прикосновение руки к обнаруженному предмету «загрязняет» запаховую характеристику его, а при длительном нахождении в руках лица, производящего осмотр места происшествия, может привести вообще к утрате следа. При работе с объектами, являющимися следами-источниками запаха человека, необходимо соблюдать следующие правила:
- чтобы не повредить возможно имеющиеся на обнаруженном предмете следы папиллярных узоров, необходимо вначале продумать, как его мог держать преступник, и затем соответственно взять;
- осматривая мелкие предметы, следует пользоваться пинцетом, а крупные — исследовать только в перчатках;
- прежде всего предмет следует осмотреть на наличие следов папиллярных узоров и посторонних микро- и макрочастиц — следов наложений;
- после осмотра предмет-источник запаха следует законсервировать, то есть поместить в герметически закрывающуюся ёмкость. Для небольших предметов либо вещей (шапка, перчатка, шарф, носовой платок, очки, авторучка и т. п.) используются стеклянные банки с притёртыми пробками. Если нет последних, банку можно закрыть полиэтиленовой крышкой, а щель по кругу замазать пластилином. Крупные предметы и вещи помещают в полиэтиленовые мешки и завязывают, создавая герметичность упаковки.

Такие следы-источники запаха человека, как орудия совершения преступления, предметы труда, инструменты и все иные материальные объекты, на которых имеются следы преступника, нанесённые непосредственно (например, босой ногой, рукой) либо опосредствованно (допустим обувью), вследствие непродолжительного контакта следообразующего объекта со следовоспринимающим менее устойчивы во времени. Кроме того, они иногда находятся на объектах, которые практически изъять нельзя.
Обнаружение и консервация запаховых следов, оставленных на сравнительно небольших предметах, таких как топор, молоток, обломок кирпича, кусачки, отвёртка и т. п., производят так же, как и следов, оставленных на предметах одежды и личных вещах. После соответствующего осмотра они подлежат консервации в стеклянных либо полиэтиленовых ёмкостях.
Фиксация следов-источников запаха с объектов, которые нельзя изъять вместе со следом либо когда эти объекты необходимы для другого исследования, имеет свои особенности (например, фиксация запаха со следа обуви на полу, асфальте земле, снегу). В этих случаях применяется специально разработанный прибор отбора запаха ПОЗ. Он включает набор шприцев, стеклянных бутылок, банок, полиэтиленовых фляг объёмом 0,5-1 л, полиэтиленовых кульков и мешков. Запаховый след можно помещать и в металлическую эмалированную ёмкость.
Методика отбора следа запаха относительно проста. К поверхности следа подносят иглу шприца объёмом 100—200 см 3 и, перемещая его на высоте 1-2 см, производят забор воздуха с молекулами запаха. Полученную порцию помещают в стеклянную ёмкость, иногда последнюю переворачивают вниз горловиной. Указанную процедуру отбора проделывают три-четыре раза, затем ёмкость герметически закрывают и соответствующим образом опечатывают. В ёмкость перед закачкой воздуха со следами запаха можно поместить небольшой клочок стерильной ваты или марлевые тампоны, что уменьшает движение газовой смеси в банке и позволяет надёжнее сохранить запаховый след. Кроме того, вата или марлевые тампоны адсорбируют молекулы и таким образом сохраняют след запаха. Иногда в случае отсутствия шприца можно производить отбор газовой смеси полиэтиленовой флягой, которую необходимо сжать, поднести горловиной к следу и затем постепенно разжимать. Фляга расправится и втянет с поверхности следа воздух с молекулами запаха. После этого флягу быстро герметически закрывают. Аналогично производится отбор следов запаха с поверхности одежды, которую направляют на экспертизу, а также с громоздких предметов, на которых имеются малозаметные следы пальцев рук в виде мазков.
Следы-источники собственного запаха объекта представляют собой твёрдые, сыпучие и жидкие предметы (вещества), которые отличаются только тем, что их одорологическая информация отображает собственные свойства объекта и не содержит сведений о человеке. На месте происшествия такими объектами могут быть все предметы (тела), которых не касался преступник во время совершения преступления (предметы обстановки, вещи, животные, насекомые, растения, наркотики, фармацевтические препараты, винно-водочные изделия, самогон, ароматические вещества, горюче-смазочные жидкости). Методика работы с ними на месте происшествия и применяемые технические средства те же, что и рассмотренные ранее.
От одного объекта-источника можно отбирать несколько ёмкостей воздуха со следами запаха благодаря их свойству делимости, что позволяет неоднократно использовать один и тот же источник запаха для повторных либо контрольных исследований на различных этапах раскрытия и расследования преступлений.

### Работа со следами запаха на месте происшествия
Такие следы весьма неустойчивы, они быстро рассеиваются в окружающей среде и поэтому в практике встречаются редко. Обнаружение таких следов запаха пока осуществляется органолептически, а изъятие — вышеописанным способом. В данном случае возможен приём отбора газовой смеси в ёмкость, заполненную водой: предварительно банку, бутылку, флягу наполняют водой и закрывают.
В помещение, где следует отобрать и законсервировать след запаха, вносят ёмкость и выливают воду. Освобождающийся объём посуды заполняет воздух с молекулами пахучего вещества, который и будет образцом (пробой) следа-запаха, законсервированного в данной ёмкости.
Обнаружение некоторых следов запаха осуществляется техническими приборами, однако следственная практика пока ещё не имеет специальных приборов для установления наличия в определённом объёме воздуха следов запаха человека. Такие приборы, очевидно, скоро появятся, и в будущем они будут не только обнаруживать, но, вероятно, и дифференцировать человека по запаховым следам.
Работа с материальными объектами, каковыми являются следы-источники запаха и следы-запахи, с процессуальной стороны не содержит каких-то исключений из общепринятого порядка и производится чаще всего в ходе неотложных следственных действий по установлению и закреплению следов преступления.
Поэтому всякие действия дознавателя либо следователя по обнаружению, фиксации, изъятию и консервации одорологических следов следует отражать в протоколе соответствующего следственного действия в порядке ст. 166 УПК РФ. Манипуляции по отбору, консервированию и упаковке следов должны производиться в присутствии понятых, причём на это действие надо специально обращать их внимание, показывать им место и способ обнаружения следа, а иногда и разъяснять сущность действия и то, для каких целей изымаются предметы с запаховыми следами.
Помещённый в сосуд либо полиэтиленовый мешок предмет-источник запаха здесь же на месте производства следственного действия опечатывается следователем, о чём делается отметка в протоколе. Обнаруженные и законсервированные таким образом предметы со следами запаха хранятся на общих основаниях с другими предметами, изъятыми с места происшествия. В случаях необходимости использования их в качестве источника информации они должны быть внимательно осмотрены, по возможности сфотографированы, подробно описаны в протоколе осмотра и приобщены к делу особым постановлением лица, производящего дознание, следователя, прокурора или определением суда (ст. 82 УПК РФ).
Следовательно, обнаруженные предметы со следами преступления становятся процессуальными источниками доказательств после их осмотра и приобщения к делу специальным постановлением. Поэтому изъятие с места происшествия одорологических следов не противоречит процессуальным требованиям.
Если следователь в ходе расследования сочтёт необходимым использовать их в доказывании, например, произвести химическое исследование запахового следа, он обязан законсервированный источник запаха приобщить к делу в качестве вещественного доказательства и направить на экспертизу. Такие экспертизы в настоящее время не редкость. Так, по делам о пожарах на химическую экспертизу направляют предметы со следами запаха горючих веществ (тряпки, паклю, куски дерева, почву). По мнению некоторых авторов, аналогичным образом следует поступать и в случаях использования законсервированных запаховых следов для производства выборки с применением служебно-розыскной собаки.

### Приёмы использования запаховых следов для розыска людей и вещей по горячим следам
Раскрытие преступлений по горячим следам представляет собой комплекс оперативных мероприятий и следственных действий, выполняемых при обнаружении признаков совершения преступления. Одним из важных мероприятий этого комплекса является использование следов-запахов человека для розыска преступника и других лиц, имеющих отношение к событию преступления. Это мероприятие осуществляется специалистом-кинологом путём использования служебно-розыскной собаки.
Служебно-розыскная собака обладает хорошим зрением, слухом, физической силой, выносливостью, оборонительной реакцией. Обоняние собаки, особенно специально тренированной, представляет собой непревзойдённый пока ещё биологический детектор запаха. Насколько тонко такой детектор дифференцирует запахи, свидетельствуют многочисленные экспериментальные исследования, результаты которых описаны в литературе.
В настоящее время служебно-розыскные собаки используются в борьбе с преступностью в двух направлениях: во-первых, как биодетектор — для обнаружения и анализа одорологических следов, и во-вторых — для выполнения иных работ, например, по задержанию и конвоированию преступников, при несении патрульной службы, выполнении иных оперативных мероприятий, связанных с риском для жизни оперативного работника.
В первом случае применение собаки-ищейки направлено на выполнение таких задач:
- отыскание человека по его запаховым следам (розыск преступника, скрывшегося с места происшествия, по следам ног);
- розыск предметов-носителей запаховой информации по запаху источника (отыскание отстрелянной гильзы по запаху порохового нагара из ствола пистолета, находящегося около трупа; розыск потерянных вещей по их запаху);
- производство выборки, то есть нахождение по заданному образцу запаха среди различных источников предмета с однородным запахом (отыскание среди группы вещей той, которая имеет такой же запах, как и образец законсервированного запаха следа-источника с места происшествия).

Прибыв на место происшествия, следователь (дознаватель) должен помнить, что орудия совершения преступления, следы ног, рук на предметах обстановки несут одорологическую информацию, которая быстро изменяется и рассеивается в пространстве. Поэтому прежде всего надо организовать работу кинолога со служебной собакой по использованию следов запаха для раскрытия преступления.
Вместе с тем следователь должен учитывать, что неправильное применение служебно-розыскной собаки иногда приводит к утрате трасологических и других следов, которые одновременно являются следами-источниками запаха. Животное может затоптать либо частично повредить, допустим, след обуви на песчаной почве. Следователь, предлагая кинологу первому ступить на место происшествия, должен проинструктировать его и наблюдать за его действиями, отмечать путь перемещения его и где он оставляет следы ног.
Нередко на место происшествия оперативная группа выезжает без кинолога. В ряде случаев необходимость применения служебно-розыскной собаки возникает в ходе осмотра места происшествия после обнаружения следов-источников запаха. В таких случаях необходимо, не дожидаясь прибытия кинолога, обеспечить сохранность запаховых следов. Предметы и вещи, оставленные преступником, надо законсервировать, а от следов-источников запаха произвести отбор воздуха с молекулами запаха в стеклянные либо полиэтиленовые ёмкости и герметически их закупорить. Сами следы (не все, а несколько) следует закрыть куском фанеры, картона, чтобы предотвратить движение воздуха, поскольку это влияет на скорость испарения запахового вещества в следе. Моделирование объёмных и копирование поверхностных следов осуществляется только после использования их как источников одорологической информации.
Служебно-розыскная собака успешно применяется для отыскания предметов, принадлежащих преступнику, потерпевшему, например, огнестрельного оружия и отстрелянных гильз, холодного оружия. Довольно часто необходимость использования служебно-розыскной собаки в этих целях возникает при осмотре местности, покрытой обильной растительностью. Применение служебно-розыскной собаки для отыскания предметов и следов-источников запаха, как правило, должно осуществляться в конце осмотра, после фиксации следователем (дознавателем) всех иных доказательств, обнаруженных в ходе исследования обстановки. В противном случае не исключена возможность повреждения следов.
В ходе производства неотложных следственных действий служебная собака используется для выборки вещей, организации засад, задержания опасных преступников, обыска помещений (например, специально тренированные собаки успешно отыскивают наркотические вещества) и т. д.

### Выборка
Это оперативно-тактическое мероприятие по применению специалистом служебно-розыскной собаки для исследования запаховых следов в целях установления источника их происхождения. С одной стороны, выборка несколько напоминает опознание, но это не опознание в процессуальном смысле и не узнавание в оперативном, поскольку выборка осуществляется не человеком, а животным. С другой стороны, выборка напоминает использование в процессе следственного действия либо оперативного мероприятия специалиста по применению технических средств. Однако на самом деле это не первое и не второе, а нечто третье. По мнению одних авторов, выборка — это такое тактическое мероприятие по исследованию одорологических свойств объектов, когда в качестве инструмента (технического средства) специалист использует биологический детектор, в частности обоняние собаки. Собака выбирает из совокупности конкретный предмет лишь потому, что его запах однороден с запахом предмета, который она занюхала.
Механизм «сравнения» запахов, осуществляемый обонянием собаки, остаётся загадкой. Поэтому достоверность результатов такого исследования проверяется многократной постановкой опытов с использованием других биодетекторов, а сами результаты выборки используются только в оперативных и организационных целях.
Другие авторы называют выборку одорологической экспертизой, основанной на индивидуальности и относительной устойчивости человеческого запаха и использующей в качестве естественного биодетектора запахов обонятельный аппарат служебно-розыскной собаки. Однако в силу отсутствия общепризнанной теории запаха и невозможности инструментально проверить результаты одорологической выборки ставится под сомнение достоверность идентификации человека по запаховым следам.
Выборка как исследование производится чаще всего после осмотра места происшествия либо спустя некоторое время после него, когда уже подготовлены соответствующие условия. К тому времени, как правило, уголовное дело уже возбуждено и, кроме осмотра, проведены другие неотложные следственные действия. Выборка должна производиться следователем либо оперативным работником по его поручению.
Следует согласиться с той группой учёных, которые высказались против производства выборки непосредственно людей. Всегда можно у подозреваемого либо обвиняемого в порядке ст. 202 УПК РФ получить в качестве образца-источника запаха какой-либо предмет, вещь (носовой платок, перчатку, носок и т. д.) и провести выборку вещей, что позволяет избежать нежелательных эксцессов, имевших место в практике выборки людей, не допустить унижения человеческого достоинства подозреваемого, обеспечить строгое соблюдение законности.
Вопрос об установлении объектов по запаху привлекает внимание учёных и практиков. Значение его положительного решения не вызывает сомнения. В настоящее время всё упирается в то, насколько достоверны научные выводы, которые могут быть получены с помощью выборки, осуществляемой служебно-розыскной собакой.
Доказано, что каждый человек имеет строго индивидуальный запах. И в этом смысле задача представляется вполне корректной. Основной спор, главным образом, процессуального порядка, возник из-за участия в процессе идентификации по запаху биодетектора-собаки, поведение которой не всегда может быть интерпретировано однозначно. Поэтому следует полагать, что в таком виде процедура и методика установления источника запаха не может быть признана экспертной, а должна рассматриваться только как оперативное мероприятие,
результаты которого не могут иметь доказательственного значения в уголовно-процессуальном смысле.
Человек, к сожалению, в этом процессе участвовать непосредственно не может, и это решает спор в пользу противников одорологической экспертизы на данном уровне. В принципе же одорологическая экспертиза вполне допустима (органолептический метод исследования), например, при дегустации продуктов питания, вин, парфюмерных изделий, и заключение такого специалиста вполне может быть использовано в качестве судебного доказательства. Однако на случаи с запаховыми следами, которые человек непосредственно не ощущает, эта возможность, естественно, не распространяется.
Практике известны случаи, когда результаты применения собаки в конкретном случае давали неоспоримый результат и использовались в судебном доказывании в качестве источников доказательств. Что же касается перспектив развития и становления этой экспертизы, то их нужно связывать с созданием инструментальных детекторов, которые уже существуют в промышленном производстве и аналитических лабораториях, но которые для криминалистических целей пока не пригодны.
Представляет интерес идея о создании комплексного инструментально-биологического детектора, основанного на выдоливании специфических веществ (например, путём хроматографирования) с дальнейшим их определением биологическим детектором (например, собакой).